# Красько, Александр
Александр Красько (бел. Аляксандр Красько; род. 7 апреля 1972, Новополоцк, Витебская область) — белорусский легкоатлет, специалист по метанию молота. Выступал за сборную Белоруссии по лёгкой атлетике в 1990-х годах, победитель и призёр первенств национального значения, участник летних Олимпийских игр в Атланте. Мастер спорта Республики Беларусь международного класса.

## Биография
Александр Красько родился 7 апреля 1972 года в городе Новополоцке Витебской области. Занимался лёгкой атлетикой в местной СДЮШОР № 1 им. В. Е. Шершукова.
Первого серьёзного успеха в метании молота добился в сезоне 1993 года, когда с результатом 79,86 одержал победу на соревнованиях в Гомеле.
В июле 1994 года выиграл турнир в Минске и установил при этом свой личный рекорд — 80,78 метра. Попав в основной состав белорусской национальной сборной, выступил на чемпионате Европы в Хельсинки, здесь метнул молот на 73,88 метра и в финал не вышел.
Будучи студентом, в 1995 году представлял Белоруссию на Универсиаде в Фукуоке, где с результатом 71,40 занял итоговое 11-е место.
В 1996 году победил на турнире в Минске (76,94). Благодаря череде удачных выступлений удостоился права защищать честь страны на летних Олимпийских играх в Атланте — на предварительном квалификационном этапе метания молота показал результат 73,74 метра, чего оказалось недостаточно для выхода в финал.
В 1997 году в Гомеле показал восьмой результат мирового сезона — 79,86 метра. Помимо этого, стал шестым на Универсиаде в Сицилии (74,96), отметился выступлением на чемпионате мира в Афинах (70,84).
В мае 1998 года добавил в послужной список серебряную награду, выигранную на Кубке Белоруссии в Минске (77,01).
В 1999 году среди прочего победил на соревнованиях в Бресте (77,49) и на этом завершил спортивную карьеру.
За выдающиеся спортивные достижения удостоен почётного звания «Мастер спорта Республики Беларусь международного класса».